# لوته في فايمار
لوته في فايمار (بالألمانية: Lotte in Weimar) رواية من تأليف الألماني توماس مان، كتبها أثناء إقامته في الولايات المتحدة، ونُشرت للمرة الأولى بالألمانية في عام 1939 في السويد، ثم نُشرت النسخة الإنجليزية في الولايات المتحدة بعد النسخة الأصلية بعام. الرواية تعتبر ذات أهمية حول التراث الأدبي الألماني، وبالتحديد حول أبي الأدب الألماني يوهان فولفغانغ فون غوته، اهتم مان في هذه الرواية باللقاء الذي حدث بين جوته ومعشوقته شارلوته بوف، وهي القصة التي استندت عليها رواية جوته «آلام الشاب فرتر» (Die Leiden des jungen Werthers).

## وصلات خارجية
- لوته في فايمار، على كتب جوجل.
- لوته في فايمار، على موقع أمازون.
- لوته في فايمار، على مكتبة جامعة ميشيغان.
- لوته في فايمار، على جود ريدز.
- لوته في فايمار، على مكتبة جامعة هارفارد.
- لوته في فايمار، على الفهرس العالمي.